# Volkswagen ID.R
La Volkswagen ID. R est une voiture de type sport-prototype électrique, conçue par le constructeur automobile allemand Volkswagen dans le cadre du projet Volkswagen ID dédié aux futurs modèles électriques du groupe.

## Présentation
La Volkswagen ID.R est présentée le 22 avril 2019 sur le circuit d'Alès dans le Gard.

## Records

### Pikes Peak
La Volkswagen ID.R fait ses débuts en compétition le 24 juin 2018 lors du Pikes Peak International Hill Climb, une course de côte longue de 20 km disputée en montagne aux États-Unis, à Colorado Springs. À son volant, le pilote français Romain Dumas bat le record de l'épreuve établi en 2013 en 8 min 13 s 878 par Sébastien Loeb sur une voiture thermique, terminant le tracé en 7 min 57 s 148.

### Nürburgring
Le 3 juin 2019, au volant de cette même voiture, Romain Dumas établi le record au tour sur le Nürburgring pour une voiture électrique en 6 min 5 s 336 sans toutefois battre le record du tour (5 min 19 s 546) établi le 29 juin 2018 par une Porsche 919 Hybrid Evo.

### Goodwood
Le 7 juillet 2019, la Volkswagen I.D. R établit un nouveau record dans la course de côte au Festival de vitesse de Goodwood en Angleterre, en battant le chrono vieux de 20 ans avec un temps de 39,9 secondes.

### Mont Tianmen
Le 3 septembre 2019, la Volkswagen I.D. R bat le record de la montée du mont Tianmen en Chine en 7 min 38 s 585 en parcourant les 99 virages et une élévation totale de 1 100 m.